# Katamenes arbustorum
Katamenes arbustorum ist ein Hautflügler aus der Familie der Faltenwespen (Vespidae). 

## Merkmale
Die Wespe erreicht eine Körperlänge von 18 bis 20 Millimetern (Weibchen) beziehungsweise 15 bis 18 Millimetern (Männchen). Die Art hat einen schwarz gefärbten und gelb gemusterten Körper. Ihr Petiolus und Postpetiolus sind stark gegliedert.

## Vorkommen
Die Art ist in Nordafrika und Südeuropa, nördlich bis in den Süden der Schweiz und nach Wien verbreitet. Aus Deutschland sind nur zwei historische Nachweise bekannt. Besiedelt werden vermutlich nur temperaturbegünstigte Lebensräume. Die Flugzeit ist von Anfang Juni bis vermutlich Ende Juli.

## Lebensweise
Die Weibchen legen ihre Nester an Steinen an. Für den Bau werden grobe Kiesel und Lehm verwendet. Jede Zelle wird mit 5 bis 20 Raupen versorgt. Die Goldwespenart Stilbum calens ist als Kuckuckswespe bekannt.